# Каноника Векија (Парма)
Каноника Векија је насеље у Италији у округу Парма, региону Емилија-Ромања.
Према процени из 2011. у насељу је живело 84 становника. Насеље се налази на надморској висини од 33 м.